# Ernesto Giménez Caballero
Ernesto Giménez Caballero (Madrid, 2 de agosto de 1899-Madrid, 14 de mayo de 1988) fue un escritor, periodista, intelectual, profesor y diplomático español. Fundador y director de La Gaceta Literaria (1927-1932), fue un destacado representante del vanguardismo, prosista de la generación del 27 y uno de los primeros introductores e ideólogos del fascismo en España. Su obra más relevante y difundida en este aspecto fue Genio de España, publicada en 1932.

## Biografía

### Orígenes, formación y primeros pasos literarios
Nació en Madrid el 2 de agosto de 1899 en la calle del Duque de Rivas, número 7, en el castizo barrio de La Latina. Su padre había comenzado su andadura vital como modesto empleado de un comercio de ultramarinos, del que pasó a tenedor de libros en una papelería. Consiguió hacerse con su propiedad, instaló una minerva para hacer tarjetas y sentó las bases de un próspero negocio en el mundo empresarial de las artes gráficas: una tienda de material de escritorio en la calle Huertas, números 16 y 18; una imprenta en la calle de Canarias, número 41; y una fábrica de papel en Cegama (Guipúzcoa), integrada en la empresa La Papelera Española, dirigida por Nicolás María de Urgoiti, que llegó a controlar el mercado del papel en la primera mitad del siglo xx en condiciones de oligopolio.
Ernesto Giménez Caballero hizo el bachillerato en el Instituto de San Isidro. Cursó la licenciatura de Filosofía y Letras en la Universidad Central e inició el doctorado (que no culminaría hasta los años cuarenta). Entre sus maestros en la Universidad se contaron Américo Castro, Miguel Asín Palacios, García Morente, Ortega y Gasset, Menéndez Pidal, Besteiro y Julio Cejador. En sus años universitarios militó en un Grupo de Estudiantes Socialistas, algunos de cuyos integrantes estuvieron inmediatamente después en la fundación del PCE. Sus primeros escarceos literarios aparecieron en la revista de carácter universitario Filosofía y Letras,  dirigida, de hecho, por otro aventajado estudiante, Pedro Sainz Rodríguez. Colaboró fugazmente en el Centro de Estudios Históricos y por recomendación de Américo Castro, en 1920, recién acabada la Gran Guerra, inauguró el puesto de lector de español en la Universidad de Estrasburgo, como ayudante del romanista Eugène Kohler.Años más tarde, en 1935, ganaría la cátedra de Literatura del Instituto Cardenal Cisneros de Madrid, con un tribunal presidido por Unamuno. Fue también profesor de Literatura en la Escuela Oficial de Periodismo —fundada por su amigo Juan Aparicio— y ejerció durante varios años como diplomático (agregado cultural, primero, y embajador, después) en Iberoamérica.
En 1923 publica su primer libro: Notas marruecas de un soldado, donde narra sus impresiones y experiencias personales en la guerra de África. Editado por él mismo en la imprenta paterna, le reveló súbitamente al público, no solo por sus méritos literarios, sino por su fuerte contenido crítico frente a la actuación política y militar española en el protectorado. Por esa razón, le fue incoado un proceso militar por injurias al Ejército e incitación a la sedición. El libro fue ampliamente comentado por destacados intelectuales del país. Siempre tuvo a gala recordar que en sus páginas había reclamado, por vez primera en España, la asociación con fines políticos de los excombatientes de la guerra de Marruecos. Tras el pronunciamiento del general Primo de Rivera el 13 de septiembre de 1923, su causa fue sobreseída y pudo regresar a la Universidad de Estrasburgo, donde desempeñó un segundo curso como lector de español. Allí conoció a quien sería su mujer, la italiana Edith Sironi, hermana del cónsul italiano en la ciudad. Desde la ciudad alsaciana se abrió un hueco en la vida periodística con las colaboraciones que enviaba al diario madrileño La Libertad, dirigido por Luis de Oteyza. Y nada más retornado a España, al terminar el curso 1923-1924, introduciéndose en el selecto círculo orteguiano que contaba con medios tan prestigiosos como el diario El Sol y la Revista de Occidente.

### Actividad vanguardista

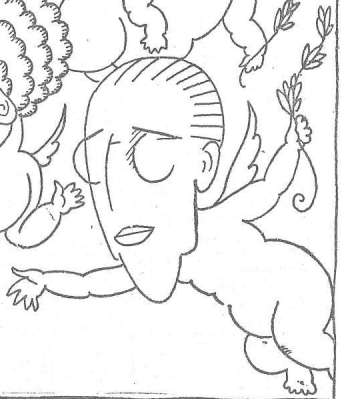
Detalle de una caricatura de Bagaría de la Exposición del Libro Catalán (1927) en el que aparece retratado Giménez Caballero.

Animador de la vida intelectual de la segunda mitad de la década de 1920, fue un impulsor de las vanguardias artísticas en España, tanto en la órbita del futurismo, influido por Marinetti sobre todo, como del surrealismo. A juzgar por la frenética actividad que desplegó en esos años, Juan Manuel Bonet lo ha calificado como «el hombre orquesta de nuestras vanguardias históricas». Su empresa más ambiciosa en ese campo fue la fundación y dirección de La Gaceta Literaria en 1927, revista quincenal que congregó a las tres generaciones activas en la vida artística de los años veinte —la del 98, la del 14 y la suya, la generación del 27— y que logró prolongar su existencia hasta mayo de 1932. Seis de sus últimos números aparecieron bajo el rótulo de El Robinsón literario de España, redactados íntegramente por él. En las páginas del Robinsón, «hizo un ajuste de cuentas al vanguardismo, a sus antiguos amigos y maestros —empezando por Ortega— y rompió definitivamente con la cultura política liberal».
Vocal de la Unión Ibero-Americana, se hizo cargo de la «Revista Literaria Ibérica» de la Revista de las Españas en los diez años de su publicación.
Además de su labor crítica y organizativa, su contribución a la literatura específicamente vanguardista tiene uno de sus hitos en el libro Yo, inspector de alcantarillas (1928), acaso la primera publicación de relatos surrealistas en España. Otras obras de vanguardia fueron Los toros, las castañuelas y la Virgen (1927); Hércules jugando a los dados (1928); Julepe de menta (1929), y Trabalenguas sobre España (1931). 
También se interesó por el cine, fundó el primer cineclub en España (con la colaboración de Luis Buñuel) y realizó varios cortometrajes, como Esencia de verbena y Noticiario del Cineclub (ambos en 1930). Con posterioridad filmó otros documentales de menor ambición artística, como Los judíos de patria española (1931, a raíz de su viaje por los países balcánicos), El artesanado de Barcelona (1931) o La sustitución de la enseñanza religiosa en España (1932).
Destacó asimismo como creador de unos «Carteles literarios» de corte futurista que firmó con el seudónimo Gecé; parte de ellos integró la sección final de su libro Carteles (1927) y otra colección, de mayor formato, fue expuesta en las galerías Dalmau de Barcelona en enero de 1928 y unos meses después en Ediciones Inchausti, en Madrid.
Giménez Caballero fue promotor intelectual del filosefardismo cultural y publicó en La Gaceta Literaria diversas columnas prosefardíes. Su filosefardismo —no exento de contradicciones— no impidió el afloramiento de ideas antisemitas en Gecé, en particular una vez afinado su romanismo fascista.

### Precursor y teórico del fascismo español

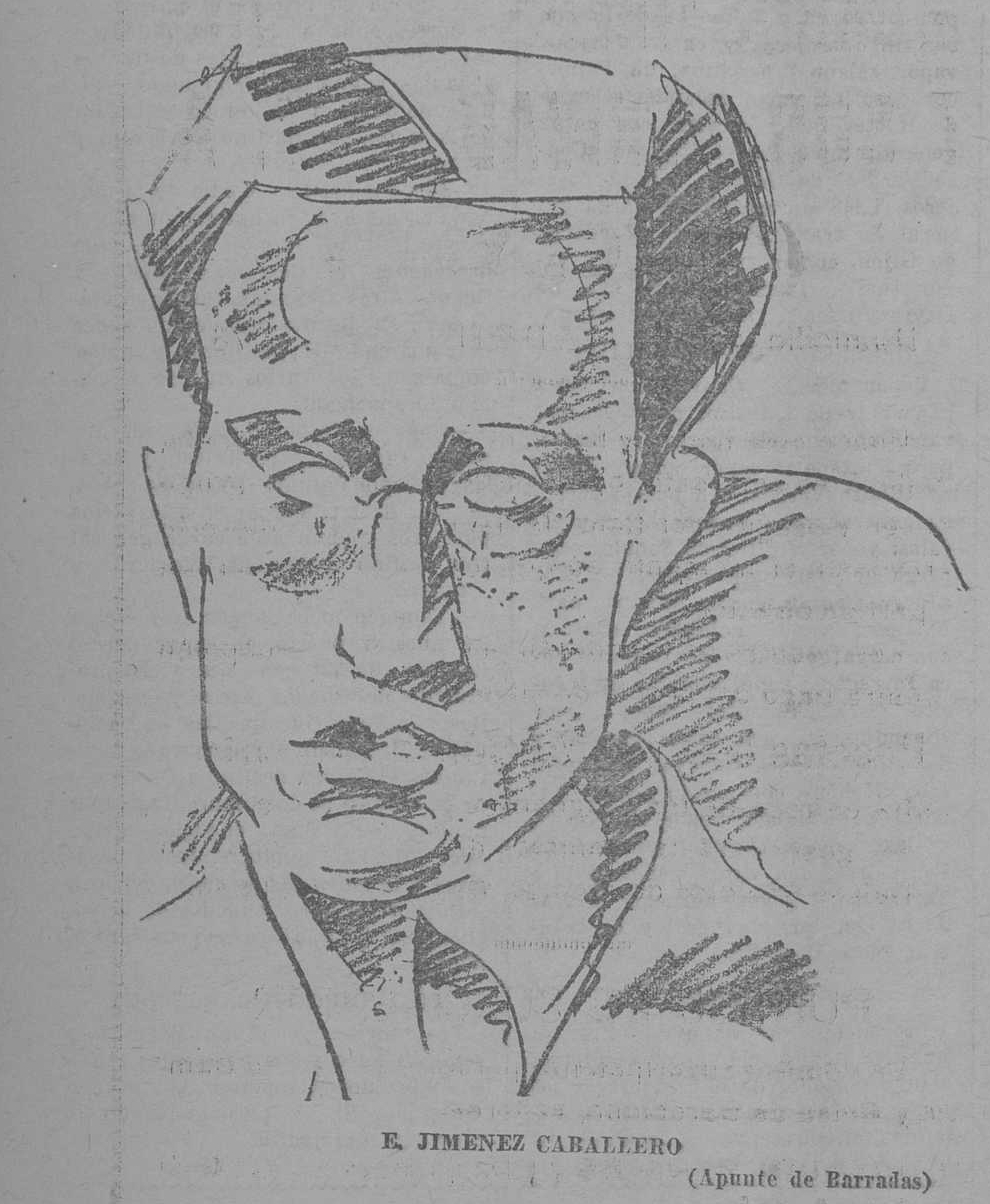
Retratado por Barradas (El Día Gráfico, 1927)

Giménez Caballero fue también uno de los primeros intelectuales españoles en abrazar abiertamente las ideas fascistas, de las que se consideraba el «precursor hispanida». Hizo explícita ya su adhesión al fascismo en la etapa italiana de su «circuito imperial» de 1928; y el 15 de febrero de 1929 publicó la «Carta a un compañero de la Joven España», como prólogo a una traducción de textos de Curzio Malaparte, que ha sido reconocido como el primer manifiesto intelectual del fascismo español. Formalmente era la contestación a una carta que le había enviado el lector de español en la Universidad de Göteborg Ramón Iglesia Parga, donde entre otras cosas le decía: «Estoy atravesando la crisis del lector, españolizándome y sintiéndome cada vez más desinteresado de lo que no es español. Está aquí de lector de italiano Ercole Reggio, discípulo de Giovanni Gentile [...] Me está saturando de fascismo de buena ley. ¿No puede La Gaceta Literaria empujar en este movimiento de Sur contra Norte?»

Nudo y haz; Fascio: haz —escribía Giménez Caballero—. O sea nuestro siglo XV, el emblema de nuestros católicos y españoles reyes, la reunión de todos nuestros haces hispánicos, sin mezclas de Austrias ni Borbones, de Alemanias, Inglaterras, ni Francias; con Cortes, pero sin parlamentarismos; con libertades, pero sin liberalismos; con santas hermandades, pero sin somatenismos.

E. Giménez Caballero, «Carta a un compañero de la Joven España» (1929)

El 22 de octubre de 1930 tuvo la que habría de ser su primera entrevista con Mussolini. «Se llegó a ella merced a la solicitud en tal sentido de Bottai y tras ser salvado —con una información favorable de la embajada de Madrid— el obstáculo que suponía su carácter de colaborador en El Sol, periódico que se tenía en Roma por poco favorable a Italia».
«Predicaba un fascismo —según Stanley G. Payne— basado en la cultura católica latina, y lo consideraba la principal esperanza de renovación cultural de las patrias de la Cristiandad latina histórica»; en ese sentido, su concepto del fascismo «se oponía al norte protestante y al nazismo (en cierto momento consideró inevitable la guerra entre el fascismo y el nazismo)».
Colaboró con Ramiro Ledesma Ramos en la creación del semanario La Conquista del Estado en marzo de 1931 y —un mes antes— en la firma del manifiesto del mismo título que lo precedió. No obstante, se separó del periódico al llegar la Segunda República, colaborando únicamente en sus cuatro primeros números. Desde 1932 mantuvo una relación política muy estrecha con el embajador italiano en Madrid, Raffaele Guariglia, e intervino como «claro introductor» del mismo en la iniciativa de publicación del semanario El Fascio, en marzo de 1933. Dirigido por Delgado Barreto, solo pudo salir un primer número de la publicación ante la censura gubernamental, que ordenó su recogida. En El Fascio, la contribución escrita de Giménez Caballero consistió en un esbozo de programa político titulado «Puntos de partida» (publicado sin firma, pág. 3), el artículo «Primacía del trabajo. El sentido social del fascismo» (pág. 10) y una reproducción de la semblanza del duce italiano —que había publicado el año anterior en Genio de España— con el título «Los creadores del fascismo. El genio romano de Benito Mussolini» (págs. 9-10). Su vinculación con la Italia fascista le llevó a publicar regularmente en su aparato de prensa, además de recibir del régimen de Mussolini los fondos para publicar La nueva catolicidad, el encargo de dirigir los Comités de Acción para la Universalidad de Roma (CAUR) y, según algunos autores, un sueldo durante varios años a través de su embajada en Madrid.
A Giménez Caballero se le ha llegado a atribuir un papel pionero en la elaboración de una «leyenda negra» en torno a la figura del político republicano Manuel Azaña en la obra Manuel Azaña (Profecías españolas) (1932), a través de la lectura fragmentaria, equívoca y descontextualizada de la obra literaria del político, mediante la aplicación de ideas paracientíficas de psicopatología fisonómica y «psicografía» freudiana y el recurso a una descripción caricaturesca y deformada del biografiado.
Integrado en las Juntas de Ofensiva Nacional Sindicalista, fue partidario en febrero de 1934 de su unificación con Falange Española, partido fundado por José Antonio Primo de Rivera en el otoño de 1933. En diciembre de 1934 acudió como representante de la nueva formación al congreso de grupos fascistas celebrado en Montreux, donde negoció la ayuda económica que el régimen de Mussolini aportaría a Falange (50 000 liras mensuales). Finalmente, descontento con la estrategia marcada por Primo de Rivera al movimiento falangista, se apartó del partido con la crisis de enero de 1935 y se lanzó a la creación del Partido Económico Patronal Español (P.E.P.E.) a la vez que se acercaba al grupo de Acción Española, en cuya revista colaboró durante todo ese año. El 7 de febrero de 1935 la plana mayor de Acción Española le ofrecía un banquete en homenaje por su reciente éxito en las oposiciones a cátedra del Instituto Cardenal Cisneros. El homenaje —que resultó bastante polémico— estuvo presidido por Calvo Sotelo y el conde de Keyserling, y tomaron la palabra, además de estos, Lequerica, Maeztu, Eugenio Montes, Sainz Rodríguez y Ledesma Ramos.
Vinculado también a Juan March, colaboró en el diario Informaciones, propiedad de este último. Se presentó como independiente en la candidatura del Frente Contrarrevolucionario para las elecciones de febrero de 1936 por la circunscripción de Madrid (capital), en una campaña financiada también por el magnate mallorquín, sin llegar a conseguir el acta de diputado.
Poseedor de un estilo vibrante y exaltado, fue uno de los ideólogos más excéntricos del fascismo español. Intentó desarrollar un pensamiento de cariz fascista presentado como alternativa al liberalismo y a la experiencia revolucionaria soviética, donde España —históricamente «brazo diestro de Roma»— trascendiese tanto el materialismo socialista de signo oriental como las doctrinas individualistas occidentales.

Frente a comunismo (oriente) y liberalismo (occidente); frente a anulación del individuo (oriente) y supervaloración individual (occidente) Roma acababa de sintetizar, una vez más en la historia, su tradición eterna —Ciudad Eterna—; su genio de incorporación, de corporatismo, de Jerarquía y Libertad. Civilización: entre oriente y occidente: cristiana, europea; esto es, universal, católica.

E. Giménez Caballero, Genio de España (1932), pág. 197.

Aunque renuente a utilizar el término fascismo en la década de los veinte, su pensamiento se irá decantando hacia un fascismo panlatino que siente las bases para un fuerte nacionalismo español, en obras como Genio de España (1932) —su libro más difundido y reeditado— o La nueva catolicidad (1933). (Un ejemplar de esta obra, con la dedicatoria de su autor, figura entre los libros conservados de la biblioteca de Adolf Hitler con el exlibris del dictador). Con Arte y Estado (1935), su última obra importante anterior a la guerra, pretendió construir una estética fascista desde la perspectiva española.

### Guerra Civil y franquismo
El estallido de la sublevación militar de julio de 1936 le sorprendió en Madrid. Huyendo de la represión revolucionaria, buscó refugio en distintos lugares; su vivienda fue objeto de registros, y a mediados de octubre consiguió evadirse rocambolescamente de la zona republicana con una identidad falsa y teñido de rubio. Marchó a Italia, donde se entrevistó con Mussolini, y de allí, a principios de noviembre, se presentó en Salamanca. El general Franco lo puso a las órdenes del general Millán-Astray para que organizase el rudimentario aparato de propaganda dependiente del Cuartel General. El nuevo organismo propagandístico se instaló —en precarias condiciones— en el palacio de Anaya.

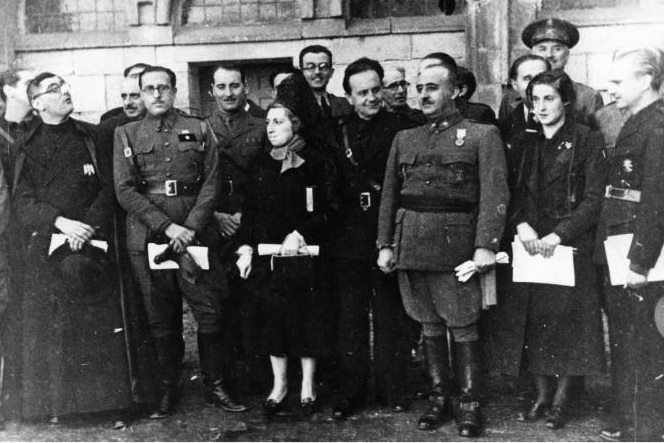
Ernesto Giménez Caballero, segundo por la izquierda, en una foto con Francisco Franco (c. 1937-1938).

Desde su incorporación al territorio sublevado, en los primeros meses de la Guerra Civil, defendió la unificación del falangismo con el carlismo. En ese sentido, escribió el borrador del discurso pronunciado por Franco ante el micrófono de Radio Nacional, desde el Cuartel General, la noche del 18 de abril de 1937, anunciando la unificación bajo su mando de las fuerzas políticas operantes en la zona nacional. El texto fue objeto de leves retoques debidos a Ramón Serrano Suñer, quien fue a su vez el autor del Decreto de Unificación, promulgado al día siguiente. Giménez Caballero fue nombrado vocal del Secretariado Político del nuevo partido unificado, FET y de las JONS, y en octubre de 1937 miembro del Consejo Nacional. Mal visto por los falangistas pretendidamente auténticos (que no le perdonaban sus veleidades políticas y sus discrepancias con José Antonio), se hizo alférez provisional y fundó el periódico del frente Los combatientes, que redactaba prácticamente en solitario. También colaboró en las dos revistas de mayores pretensiones que se editaron en la zona sublevada: Jerarquía —subtitulada «Revista negra de la Falange», dirigida en Pamplona por el sacerdote falangista Fermín Yzurdiaga— y Vértice, la «Revista Nacional de la Falange», editada con todo lujo en San Sebastián a partir de abril de 1937, bajo la dirección —en una primera época— de Manuel Halcón. Colaboró, además, en prácticamente la totalidad de la prensa publicada en la zona sublevada. Consumada la victoria franquista, a mediados de mayo de 1939 visitaba el campo de concentración de Albatera, donde dirigió un discurso a los prisioneros republicanos en el que constataba:

Estáis a nuestra merced. Si quiero, no tengo más que dar la orden: estas metralletas automáticas que os apuntan dispararían hasta terminar con todos vosotros. No tenemos que responder ante nadie.

Tras la Guerra Civil, se reintegró a su cátedra del instituto Cardenal Cisneros. Inició una ambiciosa obra pedagógica con la publicación en 1940 de Lengua y Literatura de España y su Imperio, primer volumen de un conjunto de siete (a partir del segundo suprimió del título la coletilla «y su Imperio») que culminó en 1953; la complementó con una serie de publicaciones temáticas auxiliares. Prosiguió su obra propagandística y ante el estallido de la Segunda Guerra Mundial se mostró como un ardoroso partidario de la intervención de España al lado de las potencias del Eje. El 4 de julio de 1941 se ofreció como voluntario para la División Azul, aunque no llegó a enrolarse. Fue invitado como representante español en el Europäische Schriftsteller-Vereinigung [Congreso de Escritores Europeos], celebrado en Weimar en octubre de 1941. Volvió a Alemania en diciembre y planteó su excentricidad más célebre: a través de Magda Goebbels, hizo llegar a su marido, el ministro de propaganda Joseph Goebbels, la conveniencia de acordar el matrimonio de Adolf Hitler con la española Pilar Primo de Rivera, una boda que supondría «la renovación de una nueva Dinastía hispano-austríaca». Encargó la traducción de su Genio de España al alemán, pero no consiguió finalmente que llegara a editarse. En abril de 1943 tomó parte en la delegación internacional que se desplazó a la URSS invadida por los alemanes para determinar la responsabilidad soviética en la matanza de oficiales polacos del bosque de Katyn.
Fue procurador en las Cortes franquistas, ininterrumpidamente, en las sucesivas legislaturas desde su creación en 1943 (en su condición de consejero nacional de FET y de las JONS) hasta la legislatura de 1955-1958, por designación del jefe del Estado.
En 1947, con sus alumnos de la Escuela oficial de Periodismo, fundó la tertulia del Antiguo Café de Levante, en la Puerta del Sol, donde editó el periódico oral (y en ocasiones impreso) ¡Levante! y reivindicó a los libertadores hispanoamericanos y a Rubén Darío, como «libertador de libertadores». Fue, desde 1951, uno de los ocho miembros fundadores del Instituto de Estudios Madrileños.
Pero su acción política, forzado por las circunstancias, hubo de verse orientada al terreno diplomático. En 1948 visitó por vez primera los países de Iberoamérica. En 1954 ocupó la agregaduría cultural en la embajada española en Paraguay, posteriormente en Brasil y, finalmente, en 1958 fue nombrado embajador en Paraguay, cargo en el que se mantuvo hasta su retiro en 1970. Regresado a España a principios de los años setenta, colaboró asiduamente en la prensa nacional y reanudó su carrera literaria: en 1971 recogió una antología de sus textos bajo el título de Junto a la tumba de Larra (en la popular colección RTV de Salvat), y profundizó en el tema americanista con Las mujeres de América, alternándola con la recuperación y reedición de varios de sus libros anteriores a 1936.

### Los años postreros
En 1979 publicó Memorias de un dictador, libro no exento de polémica que le devolvió cierta notoriedad cuando estaba casi olvidado en el mundo de las letras. A ese fugaz renacer contribuyó no poco la reimpresión facsímil en 1980 de La Gaceta Literaria a cargo de la editorial española Turner y Topos Verlag, de Vaduz, Liechtenstein. En 1985, por último, obtuvo el Premio Espejo de España de la editorial Planeta, por su obra Retratos españoles (bastante parecidos), ex aequo con Emilio Romero, con su libro Tragicomedia de España.
Murió en Madrid, en su vivienda de El Viso, a la edad de ochenta y ocho años, y está enterrado en el panteón familiar de la Sacramental de San Isidro. Dejó inédito su último libro: Bolívar ante España (y sus autonomías).

## Obra
Libros y opúsculos
- Notas marruecas de un soldado, Imprenta E. Giménez, Madrid, 1923. Reedición: Planeta, Barcelona, 1983.
- Carteles [por Gecé], Espasa Calpe, Madrid, 1927.
- Los toros, las castañuelas y la Virgen. 3 ensayos folklóricos de España. 3 resucitamientos de España, Caro Raggio, Madrid, 1927.
- Yo, inspector de alcantarillas (epiplasmas), Biblioteca Nueva, Madrid, 1928. Reedición con prólogo de Edward Baker, Turner, Madrid, 1975.
- Hércules jugando a los dados, La Nave, Madrid, 1928. Reedición con prólogo de Inocencio Galindo y Enrique Selva, Los Libros del Innombrable, Zaragoza, 2000.
- Circuito imperial, Cuadernos de La Gaceta Literaria, Madrid, 1929.
- Traducción y prólogo («Carta a un compañero de la Joven España») a Curzio Malaparte, En torno al casticismo de Italia, Caro Raggio, Madrid, 1929.
- Julepe de menta, Cuadernos de La Lectura, Madrid, 1929.
- Cataluña ante España, Cuadernos de La Gaceta Literaria, Madrid, 1930.
- Trabalenguas sobre España. Itinerarios de Touring-Car. Baedecker espiritual de España, Compañía Ibero-Americana de Publicaciones, Madrid, 1931.
- El Robinsón Literario de España (o la República de las Letras), Edición de bibliófilo, Ediciones de La Gaceta Literaria, Madrid, 1932.
- Genio de España. Exaltaciones a una resurrección nacional y del mundo, Ediciones de La Gaceta Literaria, Madrid, 1932. 8.ª edición, con prólogo de Fernando Sánchez Dragó y epílogo de Rafael García Serrano, Planeta, Barcelona, 1983.
- Manuel Azaña (Profecías españolas), Ediciones de La Gaceta Literaria, Madrid, 1932. Reedición con un apédice de Jean Bécarud, Turner, Madrid, 1975.
- La nueva catolicidad. Teoría general sobre el Fascismo en Europa: en España, Ediciones de La Gaceta Literaria, Madrid, 1933.
- El Belén de Salzillo en Murcia. Origen de los nacimientos en España, Premio Nacional de literatura, Ediciones de La Gaceta Literaria, Madrid, 1934.
- Arte y Estado, Gráfica Universal, Madrid, 1935. Reedición con estudio preliminar de Enrique Selva, Biblioteca Nueva, Madrid, 2009.
- Exaltación del matrimonio. Diálogo de amor entre Laura y don Juan, Sociedad General Española de Librería, Madrid, 1936. 3ª edición: Fundación Universitaria Española, Madrid, 1982.
- Exaltaciones sobre Madrid hechas a los pueblos de España y a los pueblos del mundo, Ediciones Jerarquía,[s. l.], 1937.
- Roma risorta nel mondo, Premio internacional San Remo, trad. de Carlo Boselli, Editore Ulrico Hoepli, Milano, 1938.
- España y Franco, Ediciones «Los combatientes", Fascículo doctrinal Fe y Acción n.º 1, Cegama (Guipúzcoa), 1938.
- Manifiesto a España, Publicaciones del Comité Nacionalista Español en Venezuela, Impresores Unidos, Caracas, 1938.
- El vidente, La Novela del Sábado, Genio y Hombres de España, Sevilla, 1939.
- Triunfo del 2 de mayo, Ediciones Los Combatientes, Fe y Acción, Fascículo doctrinal n.º 3, Madrid, 1939.
- Camisa azul y boina colorada, Ediciones Los Combatientes, Madrid, 1939.
- Roma madre, Ediciones Jerarquía, Madrid, 1939.
- ¡Hay Pirineos! Notas de un alférez en la IVª de Navarra sobre la conquista de Port-Bou, Editora Nacional, Madrid, 1939.
- Los secretos de la Falange, Ediciones Yunque, Barcelona, 1939.
- La juventud y España, Ediciones para el bolsillo de la camisa azul, Departamento Nacional de prensa y propaganda del SEU, Madrid, [s.a.]
- Lengua y Literatura de España, 6 volúmenes, Imprenta E. Giménez, Madrid, 1940-1949.
- La infantería española, Ediciones de la Vicesecretaría de Educación Popular, Madrid, 1941.
- Amor a Cataluña, Editorial Ruta, Madrid, 1942.
- ¡Despierta, Inglaterra! Mensaje a Lord Holland, Ediciones Toledo, Madrid, 1943.
- La matanza de Katyn. Visión sobre Rusia, Imprenta E. Giménez, Madrid, 1943.
- España nuestra. El libro de las juventudes españolas, Ediciones de la Vicesecretaría de Educación Popular, Madrid, 1943.
- Madrid nuestro, Ediciones de la Vicesecretaría de Educación Popular, Madrid, 1944.
- Amor a Andalucía, Editora Nacional, Madrid, 1944.
- Teatro escolar. Historia representable del Drama Religioso en España (Del siglo XII al siglo XVII). El misterio español de Cristo. Imprenta E. Giménez, Madrid, 1945.
- Afirmaciones sobre Asturias, Diputación Provincial de Asturias, Oviedo, 1945.
- El cine y la cultura humana, Ediciones de Conferencias y Ensayos, Bilbao, 1945.
- Don Ernesto o El Procurador del Pueblo en las Cortes Españolas, EPESA, Madrid, 1947.
- Amor a Galicia (progenitora de Cervantes), Editora Nacional, Madrid, 1947.
- Amor a Argentina (o el genio de España en América), Editora Nacional, Madrid, 1948.
- Amor a Méjico (a través de su cine), Seminario de Problemas Hispanoamericanos, Madrid, 1948.
- Amor a Portugal, Ediciones Cultura Hispánica, Madrid, 1949.
- Relaciones de España con la providencia, Ediciones para el bolsillo de la camisa azul, Departamento Nacional de Propaganda del Frente de Juventudes, Madrid, 1949. Reedición, ampliada: Talleres del Sagrado Corazón de Jesús, Madrid, 1949.
- La Europa de Estrasburgo. Visión española del problema europeo, Instituto de Estudios Políticos, Madrid 1950. Ed. francesa: L'Europe de Strasbourg. Vision Espagnole du Problème Européen, Éditions P. H. Heitz, Strasbourg, 1950.
- Teatro escolar. Historia representable del entremés en España (del siglo XV al siglo XX). Vida del estudiante español, Imprenta E. Giménez, Madrid, 1950.
- Norteamérica sonríe a España, Madrid, 1952.
- Lengua y literatura de la Hispanidad. Síntesis, Imprenta E. Giménez, Madrid, 1953.
- El mundo laboral en los clásicos españoles, Imprenta E. Giménez, Madrid, 1953.
- La lengua de España y el mundo laboral, Imprenta E. Giménez, Madrid, 1953.
- Valladolid. La ciudad más romántica de España, Publicaciones Españolas («Temas españoles» n.º 75), Madrid, 1954. Reimpresión: 1959.
- Maravillosa Bolivia (Clave de América), Ediciones Cultura Hispánica, Madrid, 1957.
- Revelación del Paraguay, Espasa-Calpe, Madrid, 1958.
- Bahía de todos os santos e de todos os demônios. Desenhos de Lenio, Publicações da Universidade da Bahia, Salvador de Bahía, 1958.
- Universal Cartagena, Editorial Baladre, Cartagena, 1958.
- Lengua y Literatura de la Hispanidad en textos pedagógicos (para la enseñanza en España, América y Filipinas) 3 volúmenes (I Los Orígenes, II Renacimiento y Barroco, y III Ilustración, Romanticismo, Hispanidad), Imprenta E. Giménez, Madrid, 1963-1965.
- El dinero y España, Afrodisio Aguado, Madrid, 1964.
- Paulo VI y su Iglesia, Ministerio de Educación Nacional, Dirección General de Enseñanza Media, Madrid, 1965.
- Genio hispánico y mestizaje, Editora Nacional, Madrid, 1965.
- Asunción, capital de América, Ediciones Cultura Hispánica, Madrid, 1971.
- Las mujeres de América, Editora Nacional, Madrid, 1971.
- Junto a la tumba de Larra, Editorial Salvat/Alianza Editorial (Colección RTV, n.º 99), Estella, 1971.
- Rizal, Publicaciones Españolas («Temas españoles» n.º 525), Madrid, 1971.
- Sindicalismo y socialismo en España, Organización Sindical Española, Ediciones y Publicaciones Populares, Madrid, 1972.
- Cabra la cordobesa (Balcón poético de España), Premio Juan Valera, Publicaciones Españolas («Temas Españoles» n.º 533), Madrid, 1973.
- Cartageneras, Publicaciones Españolas («Temas Españoles», n.º 541), Madrid, 1975. 2ª edición: Ediciones Isabor, Murcia, 2007.
- El procurador del pueblo y su cronicón de España, Ediciones Umbral, Madrid, 1975.
- Memorias de un dictador, Planeta, Barcelona, 1979. 2ª edición [abreviada], 1981.
- Don Quijote ante el mundo (Y ante mí), Inter American University Press, Puerto Rico, 1979.
- Julepe de menta y otros aperitivos, Planeta, Barcelona, 1981.
- Retratos españoles (bastante parecidos), Planeta, Barcelona, 1985.
- E. Giménez Caballero. Prosista del 27 (Antología), edición de Enrique Selva Roca de Togores, Anthropos (Suplementos, n.º 7), Barcelona, 1988.
- Visitas literarias de España (1925-1928), edición y prólogo de Nigel Dennis, Pre-textos, Valencia, 1995.
- Casticismo, nacionalismo y vanguardia, selección y prólogo de José-Carlos Mainer, Fundación Santander Central Hispano, Madrid, 2005.
- Gacetas y meridianos. Correspondencia Ernesto Giménez Caballero/Guillermo de Torre (1925-1968), edición de Carlos García y María Paz Sanz Álvarez, Iberoamericana/Vervuert, Madrid/Frankfurt am Main, 2012.
- Ernesto Giménez Caballero. Antología falangista V, selección, introducción, notas e índices de Pedro José Grande Sánchez, SND Editores, 2023, 1136 págs.

Artículos (selección)
- «Conmemoración de don Juan Valera», Revista de Occidente, 16 (octubre de 1924), págs. 140-150.
- «Revista literaria», Revista de las Españas, 1 (junio de 1926), págs. 72-74.
- «Hipótesis a un problema de Juan de la Encina», Revista de Filología Española, vol. XIV (1927), págs. 59-69.
- «Las manos en la literatura. Pío Baroja ingeniero de sus novelas», La Gaceta Literaria, 1 (1 de enero de 1927), pág. 1.
- «Conversación con una camisa negra», La Gaceta Literaria, 4 (15 de febrero de 1927), pág. 1.
- «Guitarra negra: malagueñas», Litoral, 3 (marzo de 1927).
- «Manías de los escritores. La de Juan Ramón Jiménez», La Gaceta Literaria, 8 (15 de abril de 1927), pág. 1.
- «Primer amor. Y Góngora en el dancing», Verso y Prosa, 6 (junio de 1927).
- «Procesión», Papel de Aleluyas, 1 (julio de 1927), pág. 1.
- «Datos para una solución», Revista de Occidente, 49 (julio de 1927), págs. 23-37.
- «Ecuación de la aleluya», Papel de Aleluyas, 3 (septiembre de 1927), pág. 1.
- «Manías de los escritores. La de Pío Baroja (los judíos)», La Gaceta Literaria, 17 (1 de septiembre de 1927).
- «Síncopas y tangentes», Síntesis (Buenos Aires), 8 (diciembre de 1927), págs. 135-139.
- «Conversación con Marinetti», La Gaceta Literaria, 28 (15 de febrero de 1928), pág. 3.
- «Eoántropo. El hombre auroral del arte nuevo», Revista de Occidente, 57 (marzo de 1928), págs. 309-342.
- «Fichas textuales», Mediodía, 11 (marzo de 1928), págs. 13-14.
- «Cartel de la nueva literatura», La Gaceta Literaria, 32 (15 de abril de 1928), pág. 7.
- «Lectura oblicua», Manantial, 3 (junio de 1928), págs. 1-2.
- «Goya, vértice de España», Síntesis (Buenos Aires), 18 (noviembre de 1928), págs. 273-292.
- «Itinerarios jóvenes de España. Federico García Lorca», La Gaceta Literaria, 48 (15 de diciembre de 1928).
- «Infanzia di don Giovanni (Quaderni di un gesuita)», 900 (Milán), 1929, págs. 11-17.
- «Carta a un compañero de la Joven España», La Gaceta Literaria, 52 (15 de febrero de 1929), págs. 1 y 5.
- «Color de España», Síntesis (Buenos Aires), 25 (junio de 1929), págs. 31-33.
- «La vanguardia en España», Cosmópolis (septiembre de 1929), págs. 165-167.
- «Articulaciones sobre lo violento», Síntesis (Buenos Aires), 32 (enero de 1930), págs. 153-161.
- «Monograma sobre la judería de Escopia», Revista de Occidente, 81 (marzo de 1930), págs. 356-376.
- «San José (Contribución para una simbología hispánica)», Revista de Occidente, 83 (mayo de 1930), págs. 169-227.
- «Mensaje a Cataluña. La concordia, en la aventura», La Gaceta Literaria, 96 (15 de diciembre de 1930), págs. 1-2.
- «El escándalo de L'Age d'Or en París. Palabras con Salvador Dalí», La Gaceta Literaria, 96 (15 de diciembre de 1930).
- «Ensayo sobre mí mismo», Books Abroad (Oklahoma), vol. V, 1 (enero de 1931), págs. 6-8.
- «Fama póstuma. Ante el traslado a Madrid de los restos de Pablo Picasso», La Gaceta Literaria, 100 (1 de marzo de 1931), págs. 1-2.
- «Comprensión italiana de Lenin», La Conquista del Estado, 1 (14 de marzo de 1931), pág. 3.
- «Interpretación de dos profetas. Joaquín Costa y Alfredo Oriani», La Conquista del Estado, 2 (21 de marzo de 1931), págs. 1-2.
- «Ante la nueva justicia española. La Gaceta Literaria y la República», La Gaceta Literaria, 105 (1 de mayo de 1931), pág. 1.
- «El fascismo y España», La Gaceta Literaria, 121 (15 de enero de 1932), págs. 7-8.
- «Confesiones. Ilusiones», La Gaceta Literaria, 122 (15 de febrero de 1932), pág. 13.
- «Ripercussioni del fascismo in Spagna», Gerarchia (Milán), (octubre de 1932), págs. 835-842.
- «Los creadores del fascismo. El genio romano de Benito Mussolini», El Fascio, 1 (16 de marzo de 1933), págs. 9-10.
- «Contra todo lo fácil», J.O.N.S., 6 (noviembre de 1933), págs. 247-250.
- «Año XI. Octubre», F.E., 1 (7 de diciembre de 1933), pág. 8.
- «Séneca o los fundamentos estoicos del fascismo», F.E., 4 (25 de enero de 1934), págs. 8-10.
- «Un precursor español del fascismo», J.O.N.S., 8 (enero de 1934).
- «Lettera dalla Spagna. La rivoluzione», Critica Fascista (Roma), (1 de noviembre de 1934), págs. 13-15.
- «El Arte y la Realidad», Acción Española, 72 (febrero de 1935), págs. 246-262.
- «Dialoghi d'amore tra Laura e Don Giovanni o il Fascismo e l'amore», Antieuropa (Roma), (septiembre de 1935), págs. 567-599.
- «Nueva filografía. Exaltación del matrimonio», I y II, Acción Española, 80 (octubre de 1935), págs. 117-137; y 81 (noviembre de 1935), págs. 249-271.
- «Alba cubana», Vértice, 59 (septiembre de 1942), págs. 24-28.
- «En el centenario de Jovellanos. Su mensaje a Arnesto», Revista de Estudios Políticos, 17 (1944), págs. 149-169.
- «Fundación y destino de La Gaceta Literaria», La Estafeta Literaria, 1 (5 de marzo de 1944), pág. 3.
- «Cine y Política», Revista de Estudios Políticos, 19 (1945), págs. 171-211.
- «Genio de Castilla», Revista de Estudios Políticos, 25 (1946), págs. 135-162.
- «Recuerdos vivos ante Maeztu muerto», Cuadernos Hispanoamericanos, 33-34 (septiembre-octubre de 1952), págs. 25-32.
- «Perspectiva de Rumanía», Revista de Estudios Políticos, 74 (1954), págs. 145-160.
- «La América de mañana», Revista de Estudios Políticos, 89 (1956), págs. 153-176.
- «La esposa como musa», Cuadernos Hispanoamericanos, 110 (febrero de 1959), págs. 173-180.
- «Gracián desde el Paraguay. Conmemoración de un aragonés universal», Razón y Fe, 734 (marzo de 1959), págs. 229-240.
- «Bellas letras», Poesía, 3 (noviembre-diciembre de 1978), págs. 71-80.